# Папирус Харриса

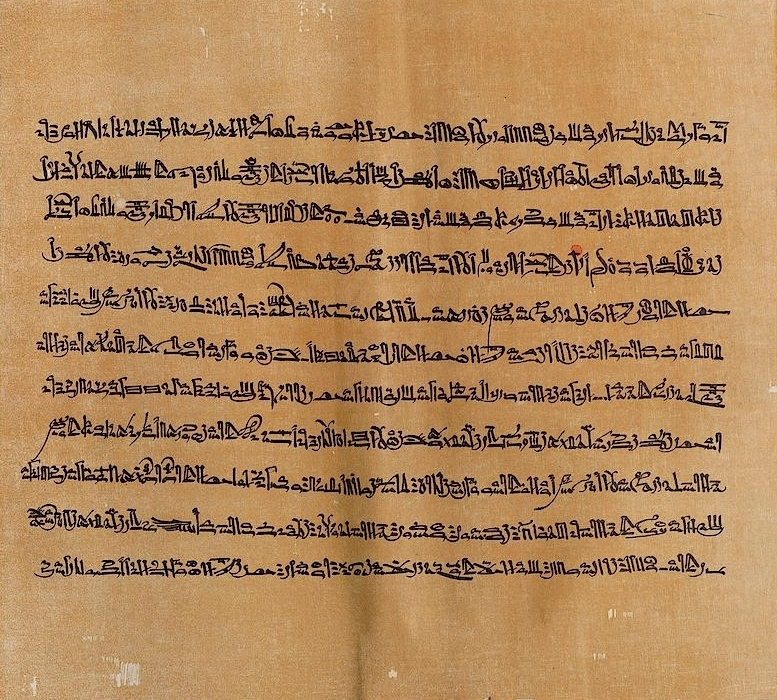
Папирус Харриса Pl. LXXVI

Папирус Харриса (англ. Papyrus Harris I), Большой папирус Харрис,  Большой папирус Харриса или, что безусловно точнее, Папирус Харриса I (так как есть и другие папирусы в коллекции Энтони Харриса) — древнеегипетский папирус из собрания Британского музея, официальное название: Папирус Британского музея 9999 (англ. Papyrus British Museum 9999). Свиток длиной 41 метр с текстом из 1 500 строк считается самым длинным папирусом.  
Папирус был найден в захоронении в районе Мединет-Абу и приобретён английским коллекционером Энтони Харрисом в 1855 году. Папирус был куплен Британским музеем в 1872 году. Факсимильное издание папируса подготовлено Британским музеем под названием: «Факсимиле египетского иератического папируса времён царствования фараона Рамсеса III» (англ. Facsimile of an Egyptian Hieratic papyrus of the reign of Ramses III) в 1876 году.

## Содержание
Папирус, написанный иератическим письмом, содержит список храмовых пожертвований и короткую характеристику правления фараона XX династии Рамсеса III. В обзоре правления отмечается, что предшественник и отец Рамсеса III фараон Сетнахт восстановил в Египте порядок и усилил центральную власть после политического кризиса, вызванного восстанием правителя Таниса Ирсу. Рамсес III реорганизовал бюрократическую машину государства и провёл реформы в армии. Он воевал с пришельцами — «народами моря», победил их и сделал данниками Древнего Египта. Он также разбил идумеев, на западе он остановил вторжение ливийцев и племён мешвеш, расселив побеждённых в западной части дельты Нила (чтобы набирать их при необходимости в свою армию, а также использовать на различных работах).
Его экономическая активность включала ирригационные работы, организацию экспедиций в Пунт и на Синайский полуостров за товарами и драгоценными камнями, импорт меди из Аттики:

Построил я (Рамсес III) большие корабли и баржи впереди них, с набранными многочисленными командами и сопровождающими без числа. Их начальники корабельных отрядов находятся в них под руководством инспекторов и надзирателей, чтобы снабжать их, нагружая вещами Египта, которым нет числа. В огромном количестве, десятки тысяч, отправляются великим морем (под названием) Мукед, достигают они стран Пунта. Не испытывают они бедствий, отправляясь в путь. Нагружены эти корабли и баржи вещами из Танечер, всевозможными диковинками их страны, миррой из Пунта в большом количестве, погруженной десятками тысяч, нет им числа. Дети их правителей из Танечер идут впереди своей дани в сторону Египта.
— 
По приказу Рамсеса III в стране посадили много деревьев. Отмечается, что он издал указы по защите прав женщин на свободное перемещение, при его правлении в Египте воцарил мир. Нанятые для защиты рубежей иностранные наёмники жили со своими семьями в гарнизонных городках. Общая оценка Рамсеса III очень позитивная, как населением Древнего Египта, так и иностранцами.
Сам текст составлен во времена последователя и преемника Рамсеса III, его сына Рамсеса IV.